# Réver
Réver Humberto Alves Araújo (Ariranha, Estado de São Paulo, Brasil, 4 de enero de 1985) es un futbolista brasilero. Juega como defensa central y su equipo actual es el Atlético Mineiro del Campeonato Brasileño de Serie A. Tiene 40 años.

## Selección nacional
Ha sido internacional con la Selección de Brasil, ha jugado 8 partidos, marcando un gol.

## Clubes
| Club             | País                   | Año           |
| ---------------- | ---------------------- | ------------- |
| Paulista         | Brasil                 | 2004-2007     |
| Al-Wahda         | Emiratos Árabes Unidos | 2007-2008     |
| Grêmio           | Brasil                 | 2008-2010     |
| Wolfsburgo       | Alemania               | 2010          |
| Atlético Mineiro | Brasil                 | 2010-2014     |
| Internacional    | Brasil                 | 2015-2018     |
| C. R. Flamengo   | Brasil                 | 2016-2018     |
| Atlético Mineiro | Brasil                 | 2019-presente |

## Palmarés

### Campeonatos regionales
| Título             | Club             | Estado             | Año  |
| ------------------ | ---------------- | ------------------ | ---- |
| Campeonato Mineiro | Atlético Mineiro | Minas Gerais       | 2012 |
| Campeonato Mineiro | Atlético Mineiro | Minas Gerais       | 2013 |
| Campeonato Gaucho  | Internacional    | Río Grande del Sur | 2015 |
| Campeonato Gaucho  | Internacional    | Río Grande del Sur | 2016 |
| Recopa Gaúcha      | Internacional    | Río Grande del Sur | 2016 |
| Campeonato Carioca | C. R. Flamengo   | Río de Janeiro     | 2017 |
| Taça Guanabara     | C. R. Flamengo   | Río de Janeiro     | 2018 |
| Campeonato Mineiro | Atlético Mineiro | Minas Gerais       | 2020 |
| Campeonato Mineiro | Atlético Mineiro | Minas Gerais       | 2021 |
| Campeonato Mineiro | Atlético Mineiro | Minas Gerais       | 2022 |

### Campeonatos nacionales
| Título              | Club             | País   | Año  |
| ------------------- | ---------------- | ------ | ---- |
| Copa de Brasil      | Paulista         | Brasil | 2005 |
| Copa de Brasil      | Atlético Mineiro | Brasil | 2014 |
| Serie A             | Atlético Mineiro | Brasil | 2021 |
| Copa de Brasil      | Atlético Mineiro | Brasil | 2021 |
| Supercopa de Brasil | Atlético Mineiro | Brasil | 2022 |

### Campeonatos internacionales
| Título                       | Club (*)            | Sede           | Año  |
| ---------------------------- | ------------------- | -------------- | ---- |
| Superclásico de las Américas | Selección de Brasil | Belém          | 2011 |
| Superclásico de las Américas | Selección de Brasil | Buenos Aires   | 2012 |
| Copa Libertadores            | Atlético Mineiro    | Belo Horizonte | 2013 |
| Copa Confederaciones         | Selección de Brasil | Río de Janeiro | 2013 |
| Recopa Sudamericana          | Atlético Mineiro    | Belo Horizonte | 2014 |